# Paolo Moffa
Paolo Moffa (Roma, 16 de desembre de 1915 - Niça, 2004) fou un director, guionista i productor de cinema italià.

## Biografia
Va començar al cinema des del 1934 com a secretari d'edició (Amore, Amo te sola, Come le foglie, La gondola delle chimere, etc.), posteriorment es va dedicar al muntatge, però sobretot a la “feina” d'ajudant de direcció, que el va comprometre fins a 1958. Al mateix temps, va treballar com a director de producció, després de la producció d'importants pel·lícules (de Il testimone de Pietro Germi a Il sole negli occhi d'Antonio Pietrangeli). Des del 1943 es va dedicar a la direcció i ha signat algunes pel·lícules realitzades amb bon sentit de l'espectacle. La seva obra més famosa continua sent Allegro squadrone (1954), amb Alberto Sordi. Un cineasta explosiu i incansable, també es va dedicar a la producció, després d'haver fundat la Società Ambrosiana Cinematografica.

## Filmografia

### Diari
- Il viaggio del signor Perrichon (1943)
- Gli ultimi giorni di Pompei (amb Marcel L'Herbier) (1950)
- La principessa delle Canarie (1954)
- Allegro squadrone (1954)
- All'ultimo sangue (1968)
- Lulù 77 (1977)
- Vierge... façon de parler (1982)

### Productor
- La rivolta degli schiavi de N. Malasomma 1960
- Maciste contro il vampiro de G. Gentilomo; 1961
- Ursus il terrore dei Kirghisi de R. Deodato; 1964
- 4 dollari di vendetta d'A. Balcazar; 1965
- Starblack dE G. Grimaldi; 1966
- Colpo di sole (pel·lícula de 1967) de M. Guerrini; 1967
- 5 per l'inferno de G. Parolini; 1968
- Dio perdoni la mia pistola de L. Savona; 1969
- I pirati dell'isola verde de F. Baldi; 1969
- Sono Sartana, il vostro becchino, de Giuliano Carnimeo (1969)